# ZKŻ綠山城

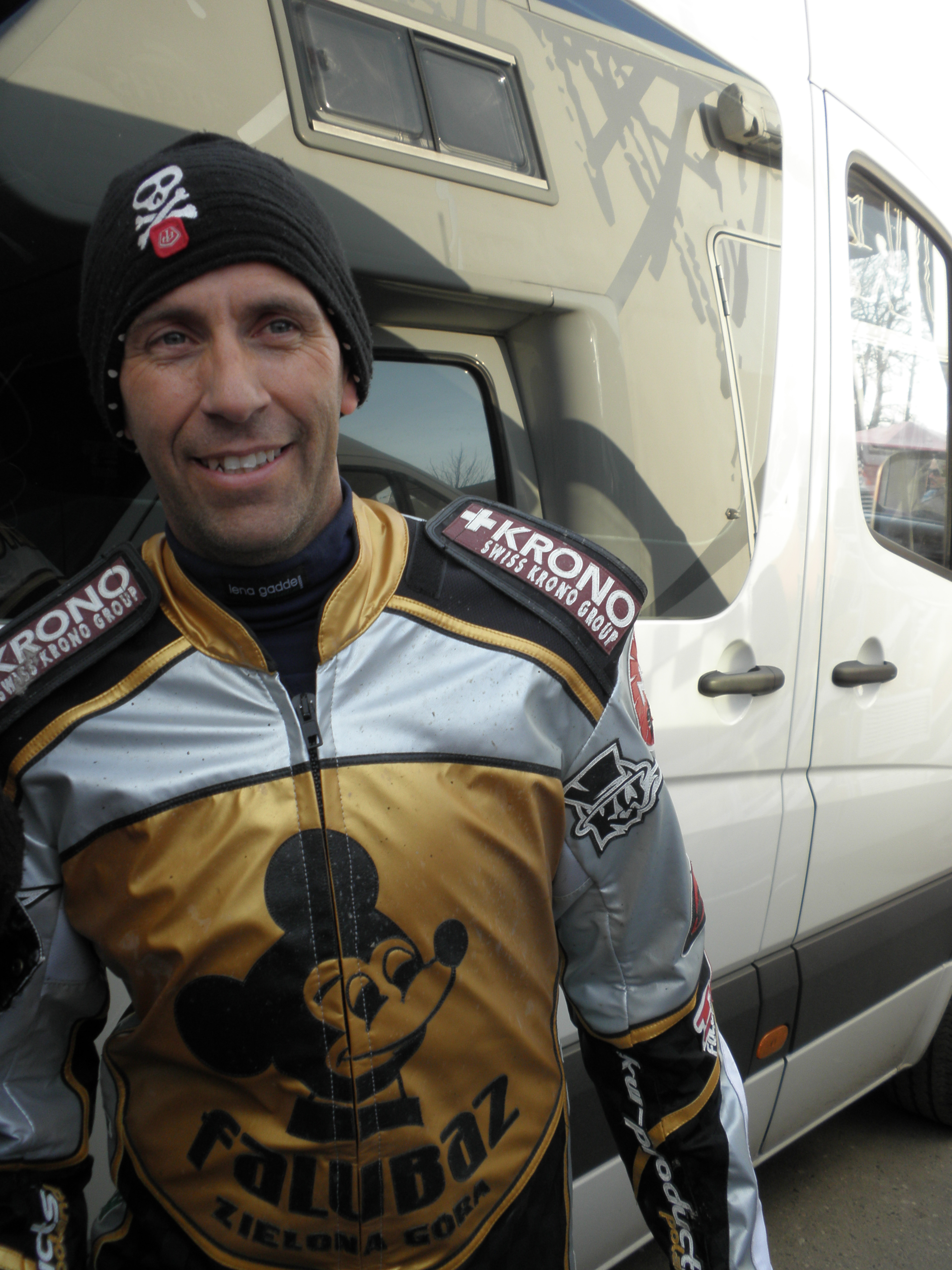
ZKŻ綠山城的一名隊員格雷格·漢考克，於2010年

ZKŻ綠山城（波蘭語：ZKŻ Zielona Góra）是一隻以波蘭綠山城為根據地的沙地摩托車俱樂部，成立於1946年。其會徽是一個類似米老鼠的卡通圖案。該俱樂部曾七次贏得波蘭賽道聯賽冠軍（最近一次是在2013年）。

## 外部連結
- Falubaz.com – main site about Falubaz and speedway in Zielona Góra （页面存档备份，存于） （波兰語）
- 官方网站 （波兰語）
- Zielona Góra sports portal – speedway section （页面存档备份，存于） （波兰語）